# 珍鲳
珍鯧（学名：Pampus minor）又名鏡鯧，為鯧科鯧屬的其中一種，分布於西太平洋中國東南沿海，可做為食用魚。

## 形態特徵
本種體型體長可達13.4公分，較其它同屬物種小，因此其种加词“minor”意为“较小的”。

## 分佈
本種分布於西太平洋中國福建省海域及臺灣西部海域，可能在東南亞海域也有分佈，棲息在沿海海域，可做為食用魚。

## 擴展閱讀
- 维基共享资源上的相關多媒體資源：珍鲳